# Henri de Nolhac
Pour les articles homonymes, voir Nolhac.
Henri de Nolhac, né le 5 novembre 1884 à Paris et mort le 6 février 1948 à Argelès-Gazost, est un peintre et illustrateur français.

## Biographie
Henri Girauld de Nolhac est le fils de l'académicien Pierre de Nolhac et d'Alix de Goÿs de Mézeyrac. Il grandit dans le cadre du château de Versailles, dont son père est le conservateur.
Henri de Nolhac se lance dans la peinture, peignant principalement des portraits. Il est également illustrateur, notamment pour la collection Stella. Le 27 décembre 1920, à Neuilly-sur-Seine, il épouse Jeanne Cottin, fille du colonel Émile Cottin et de Berthe Salleron, arrière petite-fille d'Édouard Hostein.
Il est distingué du prix d'Académie en 1942 et de l'ordre de la Légion d'honneur.

Œuvres d'Henri de Nolhac
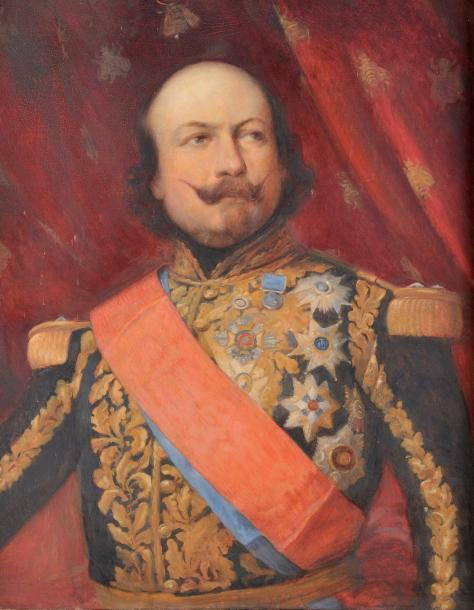
Le Maréchal de Canrobert, portant ses décorations, localisation inconnue.
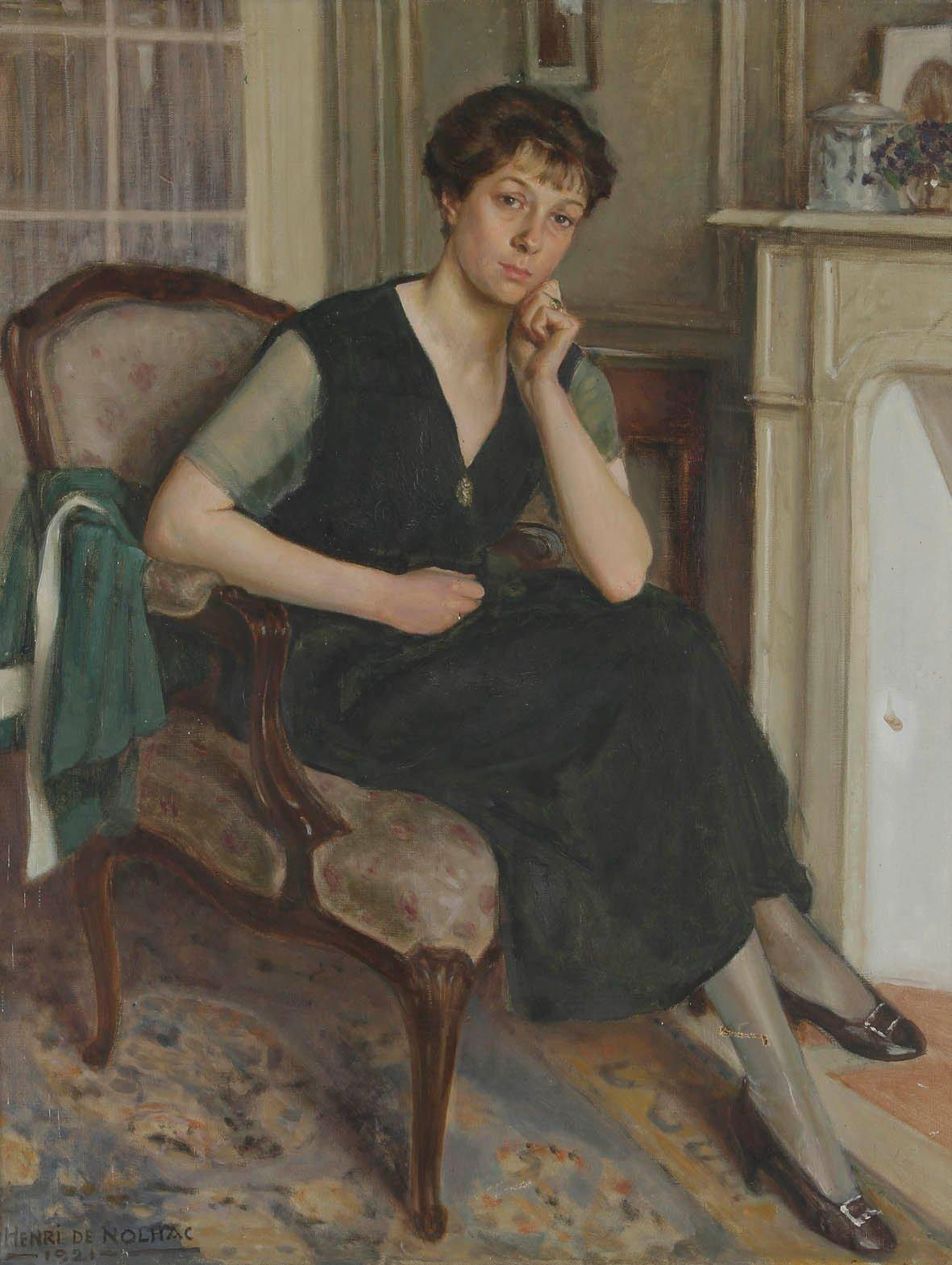
Portrait de Jeanne de Nolhac, la femme de l'artiste, localisation inconnue.
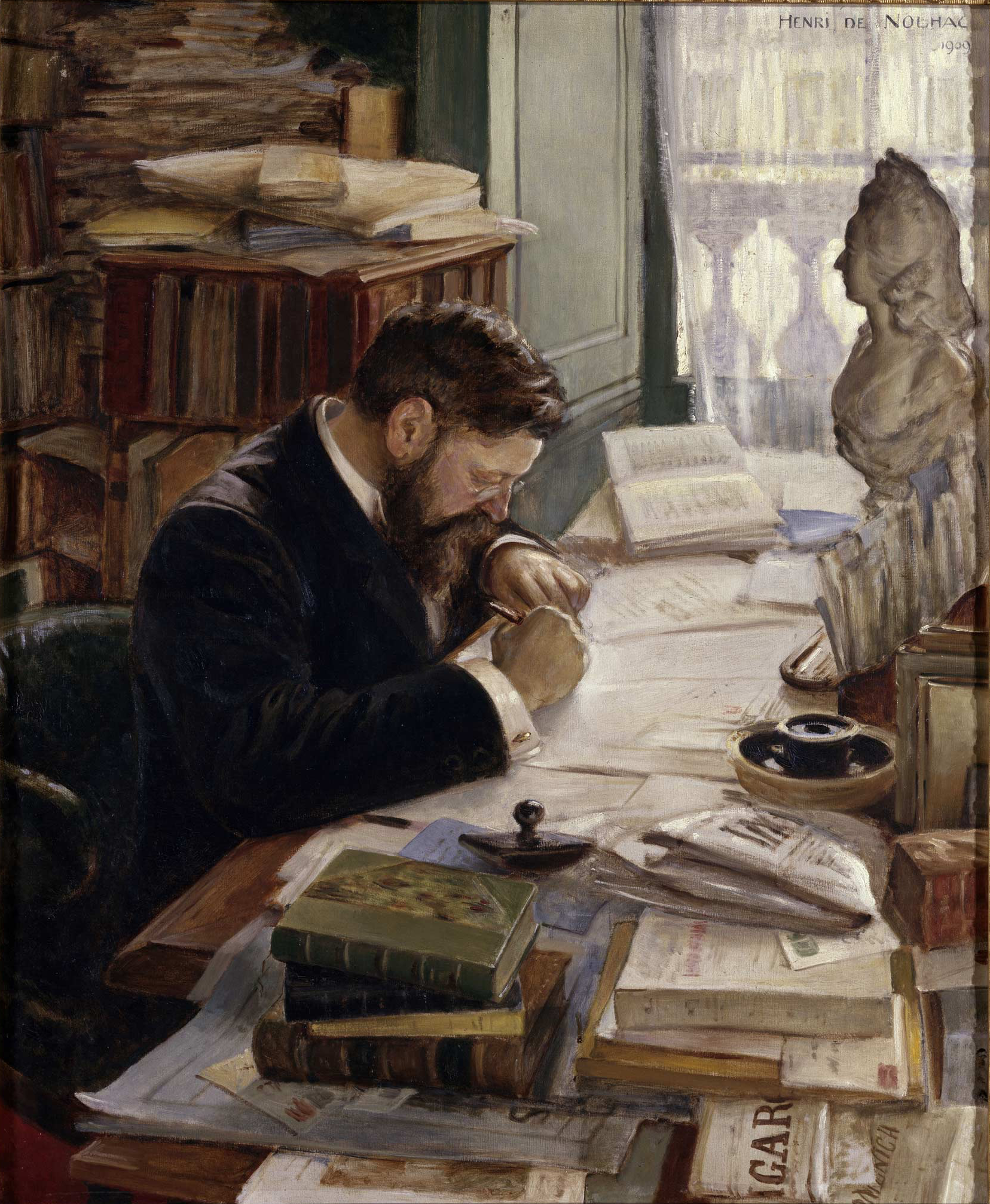
Pierre de Nolhac, château de Versailles.
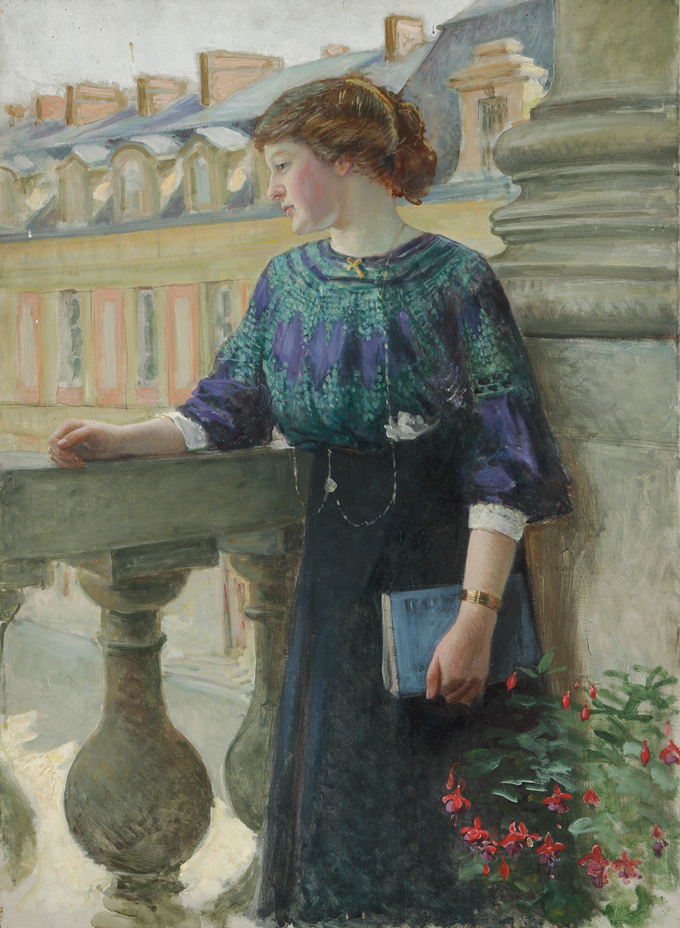
Marie-Louise de Nolhac, sœur de l’artiste, à Versailles, localisation inconnue.

## Distinctions
- Chevalier de la Légion d'honneur (1932).